# Vagas de Fogo
Vagas de Fogo é o quinto livro da série Crónicas de Allaryia, escrita pelo português Filipe Faria. A primeira edição foi lançada em abril de 2007 pela Editorial Presença, na coleção "Via Láctea".